# CS-Mount

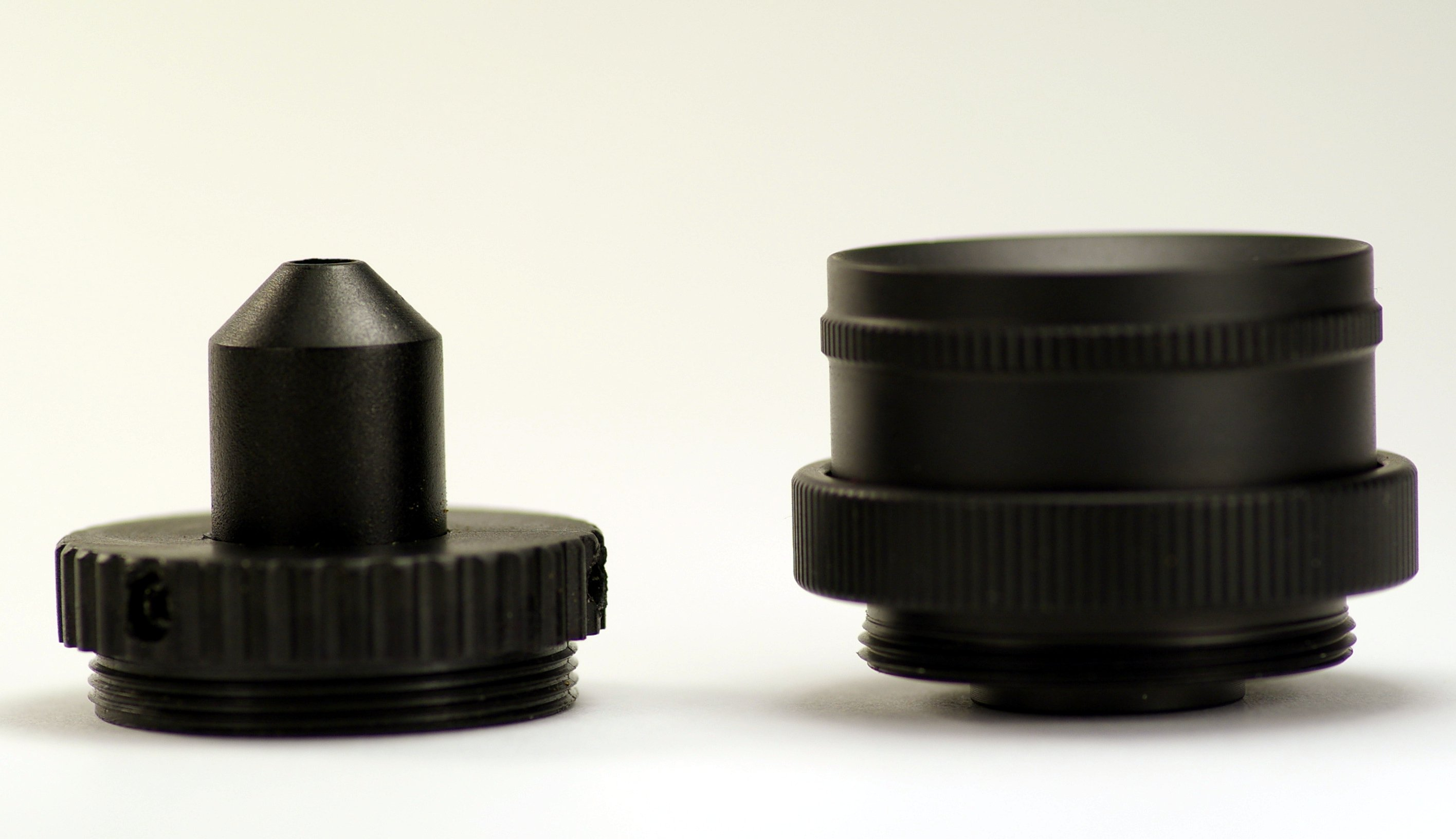
Schlüsselloch- und Standard-Objektiv in CS-Mount-Ausführung

Der CS-Mount ist ein vom C-Mount abgeleiteter, genormter Gewinde-Objektivanschluss für Kameraobjektive im professionellen Bereich.
Der Durchmesser beträgt 1 Zoll, die Gewindesteigung beträgt 1/32 Zoll. Das Auflagenmaß, also der Abstand zwischen dem Flansch des Objektivgewindes und der Bildebene (dem Bildsensor), beträgt 12,526 mm (im Vergleich: C-Mount: 17,526 mm). Das Maß ergibt sich aus der Definition, dass das Auflagenmaß des CS-Mount genau 5 mm kürzer ist als das Auflagenmaß des C-Mount. Also: 17,526 mm - 5 mm = 12,526 mm. (Verschiedene Quellen geben immer wieder den gerundeten Wert von 12,5 mm an, der aber ein praktisch gerundeten Wert darstellt.)
Mit einem Zwischenring von 5 mm (genau genommen sollte er 5,026 mm sein) kann man C-Mount-Objektive an einer CS-Mount-Kamera nutzen, die Kombination entspricht dann einer reinen C-Mount-Konfiguration.

## Einzelnachweise
